# Chrysolina masoni
Chrysolina masoni é uma espécie de artrópode pertencente à família Chrysomelidae.